# Jarryd Hughes
Jarryd Hughes (ur. 21 maja 1995 w Sydney) – australijski snowboardzista specjalizujący się w snowcrossie, wicemistrz olimpijski, mistrz świata.
W zawodach Pucharu Świata zadebiutował 21 lutego 2012 roku w Stoneham, zajmując dziesiąte miejsce w snowcrossie. Tym samym już w swoim debiucie wywalczył pierwsze pucharowe punkty. Na podium zawodów tego cyklu po raz pierwszy stanął 21 grudnia 2013 roku w Lake Louise, gdzie okazał się najlepszy. W zawodach tych wyprzedził Niemca Konstantina Schada i Alexa Deibolda z USA. Najlepsze wyniki w Pucharze Świata osiągnął w sezonie 2013/2014, kiedy to zajął czwarte miejsce w klasyfikacji snowcrossu.
W 2012 roku zdobył srebrny medal na mistrzostwach świata juniorów w Sierra Nevada. W 2014 roku wystartował na igrzyskach olimpijskich w Soczi, zajmując siedemnaste miejsce. Był też między innymi jedenasty podczas mistrzostw świata w Stoneham w 2013 roku. W 2018 roku wywalczył srebrny medal podczas igrzysk olimpijskich w Pjongczangu, przegrywając tylko z obrońcą tytułu, Francuzem Pierre'em Vaultierem. W lutym 2021 roku zdobył złoty medal w rywalizacji drużynowej, wraz z Belle Brockhoff, podczas mistrzostw świata w Idre Fjäll.

## Osiągnięcia

### Igrzyska olimpijskie
| Miejsce | Dzień     | Rok  | Miejscowość | Konkurencja | Zwycięzca       |
| ------- | --------- | ---- | ----------- | ----------- | --------------- |
| 17.     | 18 lutego | 2014 | Soczi       | Snowcross   | Pierre Vaultier |
| 2.      | 15 lutego | 2018 | Pjongczang  | Snowcross   | Pierre Vaultier |

### Mistrzostwa świata
| Miejsce | Dzień       | Rok  | Miejscowość   | Konkurencja         | Zwycięzca       |
| ------- | ----------- | ---- | ------------- | ------------------- | --------------- |
| 11.     | 26 stycznia | 2013 | Stoneham      | Snowcross           | Alex Pullin     |
| 31.     | 16 stycznia | 2015 | Kreischberg   | Snowcross           | Luca Matteotti  |
| 34.     | 12 marca    | 2017 | Sierra Nevada | Snowcross           | Pierre Vaultier |
| 35.     | 1 lutego    | 2019 | Solitude      | Snowcross           | Mick Dierdorff  |
| 11.     | 11 lutego   | 2021 | Idre Fjäll    | Snowcross           | Lucas Eguibar   |
| 1.      | 12 lutego   | 2021 | Idre Fjäll    | Snowcross drużynowy | –               |

### Puchar Świata

#### Miejsca w klasyfikacji snowcrossu
- sezon 2011/2012: 31.
- sezon 2012/2013: 56.
- sezon 2013/2014: 4.
- sezon 2014/2015: 8.
- sezon 2015/2016: 29.
- sezon 2016/2017: 7.
- sezon 2017/2018: 14.

#### Miejsca na podium w zawodach
1. Lake Louise – 21 grudnia 2013 (snowcross) - 1. miejsce
2. Feldberg – 12 lutego 2017 (snowcross) - 3. miejsce
3. Montafon – 16 grudnia 2017 (snowcross) - 1. miejsce